# Red Bull RB11
La Red Bull RB11 è una vettura da Formula 1 realizzata dalla Red Bull Racing per prendere parte al campionato mondiale di Formula 1 2015.
La vettura è stata presentata il 1º febbraio 2015 presso il circuito di Jerez de la Frontera, in Spagna.

## Piloti
I piloti per il 2015 sono Daniel Ricciardo e Daniil Kvjat, proveniente dalla Scuderia Toro Rosso, che sostituisce Sebastian Vettel, approdato alla Ferrari.

## Livrea e sponsor

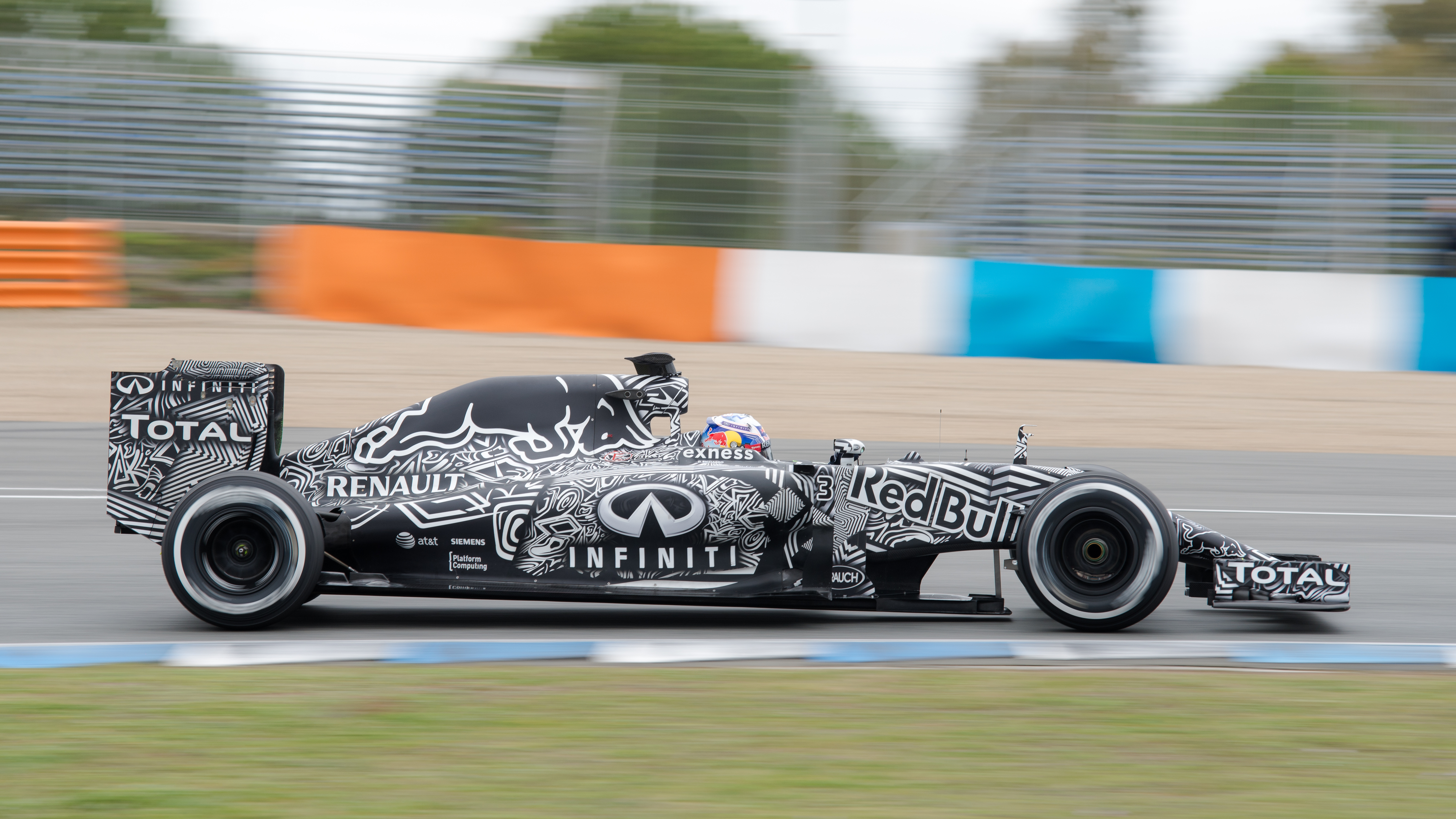
Ricciardo alla guida della RB11, in una speciale livrea mimetica, nei test di febbraio a Jerez de la Frontera.

Nello shakedown svoltosi ai primi di febbraio 2015 sul circuito di Jerez de la Frontera, la RB11 non è scesa in pista col tradizionale colore blu della scuderia Red Bull bensì con una speciale livrea "zebrata" bianconera – che le ha valso il soprannome di CamoBull –, atta a camuffare agli occhi della concorrenza forme e dettagli tecnici della carrozzeria.
La livrea definitiva, presentata ufficialmente il 2 marzo seguente, non si discosta da quanto visto sulle precedenti monoposto austriache, mostrando tuttavia la novità di un più marcato utilizzo del viola (soprattutto per quanto concerne le pance laterali e l'abitacolo) a fianco del blu. Vengono eliminate le strisce grigie, rosse ed azzurre. Il marchio Red Bull ora campeggia grande ai lati dell'abitacolo con i caratteri leggermente inclinati. Fa la sua comparsa lo sponsor Exness ai lati dell'abitacolo.

## Stagione
La vettura si è dimostrata meno competitiva della progenitrice, principalmente a causa delle scarse performance della Power Unit Renault e di alcuni difetti di progettazione. L'introduzione di un nuovo pacchetto aerodinamico a partire dal Gran Premio di Spagna ha contribuito ad un miglioramento delle prestazioni, senza tuttavia riuscire a colmare il divario dai team di prima fascia quali Mercedes, Ferrari e Williams. La monoposto ha dimostrato di possedere notevoli doti telaistiche sui circuiti più lenti (Monaco, Ungheria e Singapore), dove la potenza del motore risulta essere meno determinante dell'impostazione aerodinamica. La Red Bull ha concluso la stagione al quarto posto con 187 punti (pochi se paragonati ai 405 dell'anno prima), mancando per la prima volta dal 2009 l'appuntamento con la vittoria. Questi risultati hanno contribuito ad incrinare drammaticamente i rapporti con il motorista francese, al punto da prospettarne l'abbandono del Circus.

## Risultati F1
| Anno | Team            | Motore                    | Gomme | Piloti    |    |    |     |   |    |   |    |    |     |   |     |    |   |    |     |     |   |    |    | Punti | Pos. |
| ---- | --------------- | ------------------------- | ----- | --------- | -- | -- | --- | - | -- | - | -- | -- | --- | - | --- | -- | - | -- | --- | --- | - | -- | -- | ----- | ---- |
| 2015 | Red Bull Racing | Renault Energy F1-2015 V6 | P     | Ricciardo | 6  | 10 | 9   | 6 | 7  | 5 | 13 | 10 | Rit | 3 | Rit | 8  | 2 | 15 | Rit | 10  | 5 | 11 | 6  | 187   | 4º   |
| 2015 | Red Bull Racing | Renault Energy F1-2015 V6 | P     | Kvjat     | NP | 9  | Rit | 9 | 10 | 4 | 9  | 12 | 6   | 2 | 4   | 10 | 6 | 13 | 5   | Rit | 4 | 7  | 10 | 187   | 4º   |